# روییگی، بوروندی
روییگی (به سواحیلی: Ruyigi) شهری در استان روییگی واقع در کشور بوروندی است که در سال ۱۹۹۰ میلادی ۲٫۳۷۷ نفر جمعیت داشته و جمعیت آن در سال ۲۰۰۵ میلادی به ۳۸٫۴۵۸ نفر رسیده‌است.